# عمانوئیل

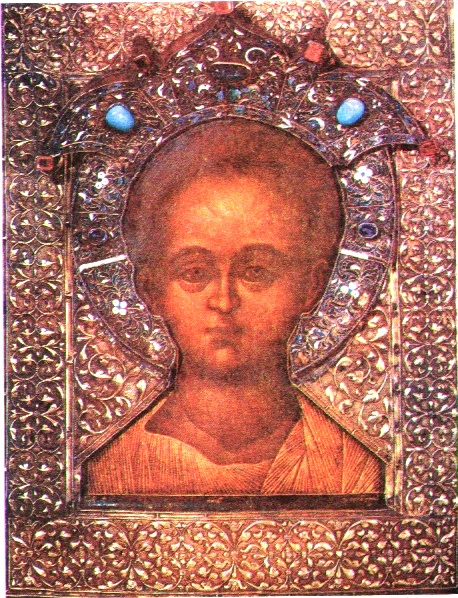
مسیح امانوئل، نماد مسیحی با ریزا اثر سیمون اوشاکوف، 1668. طبق انجیل متی، امانوئل به عیسی مسیح اشاره دارد..

عمانوئیل (به عبری: עִמָּנוּאֵל، تلفظ رومی شده Īmmānū'ēl) به معنی «خدا با ماست» یا «خدا با ما»، نامی عبری است که در اشعیا ۷:۱۴ و ۸:۸ یافت میشود . در روایت عهد عتیق اشعیا در پیشگویی‌ها و اخبار خود از اسارت بنی اسرائیل و مجازات آن‌ها و همچنین از دوران مسیحایی و ظهور پادشاهی تازه که روح خدا با او خواهد بود و جایگاه سرزمین داوود را سامان خواهد داد، خبر می‌دهد. در این روایت اشعیا تولد کودکی به نام «عمانوئیل» را پیشگویی می‌کند که دارای، خصایل عالی است و مصداق عالی‌ترین آرمان قوم است و این کودک نهالی از تنة درخت یَسی (پدر داوود) خواهد بود. عبارت‌های دیگری نیز در داستان اشعیا وجود دارد که محققان کتاب مقدس آن‌ها را اشاره به عیسی دانسته‌اند؛ مانند: «اینک زنی جوان (یا باکره) حامله شده و پسری خواهد زایید و او را عمانوئیل خواهد نامید».
در دو انجیل از انجیل‌های چهارگانه نیز به این لقب اشاره شده است. در انجیل لوقا آمده‌است: «فرشته به مریم گفت: پس به زودی حامله خواهی شد و فرزندی خواهی زایید که نام او را یسوع می‌گذارید». یسوع (יֵשׂועַ، یِشوع‌) به معنای رستگاری است .در انجیل متی نیز آمده است: «نام او (عیسی) تا عمانوئیل خواهند خواند که تفسیرش این است، خدا با ما» (متی فصل ۱ آیهٔ ۲۳).
انجیل متی این عنوان را یک رسالت یا پیشگویی از تولد مسیح (یا کریستوس) و تحقق آن در شخص یسوع ناصری تفسیر میکند.